# Schwur vom Schiefen Kreuz

Holy Cross Kapelle in Mattancherry, Cochin, Indien. Sie wurde später über dem Coonan Kreuz errichtet

Beim Schwur vom Schiefen Kreuz (Coonan oder Coonen Cross Oath) im Jahr 1653 schworen die am „Coonan Cross“ in Mattancherry, Cochin im heutigen Bundesstaat Kerala versammelten und festgebundenen Thomaschristen, sich nicht mehr dem portugalabhängigen, lateinischen Erzbischof von Angamaly und den Jesuiten unterzuordnen, woraus einige Monate später die Spaltung der Gruppe in einen katholischen und einen autokephalen Teil resultierte. Das Ereignis hat in der indischen Kirche einen ähnlich symbolischen Stellenwert wie der Thesenanschlag Luthers in Deutschland.

## Historischer Hintergrund
Die Kirche in Indien ist apostolischen Ursprungs. Nach der beständigen Ortstradition landete der Apostel Thomas im Jahre 52 in Muziris (Kodungallur), im heutigen Kerala, gründete entlang der Malabarküste sieben christliche Gemeinden und starb als Märtyrer in Mailapur bei Madras. Aus dieser Gründung entwickelte sich die Kirche in Indien, lange bevor Europäische Kolonialmächte dort wirkten. Sie folgte dem ost-syrischen Liturgieritus. Vor dem Eintreffen der Portugiesen und noch zu Anfang ihrer Kolonialtätigkeit wurden die indischen Metropoliten vom chaldäischen Patriarchen der Assyrischen Kirche des Ostens entsandt. Dieses Patriarchat stand schon lange in lockerer Verbindung mit Rom. Seit Patriarch Mar Johann Shimun Sulaqa, 1553 in der Peterskirche zu Rom zum Bischof geweiht, besteht eine förmliche Kirchenunion und die Teilkirche unter dem Patriarchen von Bagdad trägt die Bezeichnung Chaldäisch-Katholische Kirche.
Anfangs wurden die vom chaldäisch-katholischen Patriarchen in Babylon nach Indien entsandten Bischöfe von den portugiesischen Kolonialherren akzeptiert, je stärker sie dort ihre eigene Herrschaft etablieren konnten, aber immer mehr unterdrückt. Als zusätzliches Druckmittel bezichtigte man die Thomaschristen auch der Häresie des Nestorianismus, da sie ihre Bischöfe vom chaldäischen Patriarchen bzw. früher sogar von der Assyrischen Kirche des Ostens bezogen. Von 1556 bis 1569 amtierte in Indien, mit päpstlicher Legitimation, Mar Joseph Sulaqa, der leibliche Bruder von Patriarch Johann Shimun Sulaqa, als syro-katholischer Metropolit von Angamaly. Bereits im Konsistorium vom 20. Februar 1553 hatte Kardinal Bernardino Maffei anlässlich der bevorstehenden Verleihung der Patriarchenwürde an Johann Shimun Sulaqua eine Rede gehalten, in der er den sogenannten „Nestorianern“ in Seleukia-Ktesiphon und Indien ausdrücklich attestierte, sie trügen nur diese Bezeichnung, in Wirklichkeit seien sie völlig rechtgläubig.
Ungeachtet dessen initiierte Portugal in Indien die nie von Rom konfirmierte und heute als „Räubersynode“ eingestufte Synode von Diamper. Mit Hilfe des konstruierten Häresievorwurfs resultierte im Dezember 1599 daraus die Unterstellung des Metropolitansitzes von Angamaly als Suffraganbistum unter das lateinische Erzbistum Goa. Dieses stand wiederum unter der Hoheit Portugals; der Erzbischof war gleichzeitig Vizekönig und Bischofsernennungen erfolgten dort nur im Einvernehmen mit der portugiesischen Krone. Der letzte vom chaldäisch-katholischen Patriarchen in Indien eingesetzte Erzbischof von Angamaly war Mar Abraham († 1597). Ihm folgten die lateinischen Jesuiten-Erzbischöfe Francis Roz S.J. († 1624), Stephen Britto S.J. († 1641) und Francis Garcia S.J. († 1659). Erzbischof Roz hatte den Sitz der Diözese von Angamaly nach Cranganore (heute Kodungallur) verlegt. Die lateinischen Oberhirten standen der chaldäischen (=ost-syrischen) Liturgie fremd gegenüber und versuchten sie ihrem eigenen lateinischen Ritus anzugleichen. Der traditionelle Ritus – heute syro-malabarisch genannt – wurde mehr oder weniger stark unterdrückt bzw. latinisiert.

## Der Schwur vom Schiefen Kreuz

Holy Cross Kapelle mit dem Coonan Kreuz, in Mattancherry, Cochin, Indien

Die Auseinandersetzungen zwischen den lateinischen Missionaren und den Thomaschristen gipfelten in dem „Schwur vom Schiefen Kreuz“ (Coonan Cross) in Cochin. Dazu kam es, weil Erzbischof Francis Garcia von Angamaly neben dem traditionellen Erzdiakon noch einen weiteren, lateinischen Generalvikar für sie einsetzte. Es herrschten permanente Streitigkeiten zwischen Erzbischof Garcia und Erzdiakon Thomas Parambil, dem Haupt und Anführer der Thomaschristen. Letztere sehnten sich nach einem Bischof ihres eigenen Ritus und der Erzdiakon führte zu diesem Zweck hinter dem Rücken des Erzbischofs eine umfangreiche Korrespondenz mit orientalischen Patriarchaten, wodurch die Situation dort allgemein bekannt wurde. In dieser Zeit erschien im Frühjahr 1652 in Surat, an der indischen Westküste, ein Bischof namens „Atallah“. Er kam aus Kairo, vom koptischen Patriarchen von Alexandria und behauptete vom Papst gesandt zu sein, um die Thomaschristen als Metropolit von Indien zu regieren.
Bischof Atallah erreichte Mylapore im August des Jahres und wollte sich an die Malabarküste, ins heutige Kerala, begeben. Die Portugiesen hielten ihn jedoch in Mylapore fest und verschleppten ihn letztlich über Cochin nach Goa. Erzdiakon Thomas sandte Petitionen an die weltlichen und geistlichen Autoritäten von Cochin, worin er sich beschwerte, dass die Portugiesen einem vom Papst abgesandten Bischof die Einreise verweigerten. Auf einer deshalb nach Diamper einberufenen Versammlung beschlossen die Thomaschristen, Bischof Atallah nur als Metropoliten zu akzeptieren, wenn er wirklich von Rom geschickt sei, andernfalls ihn aber abzulehnen. Dies schrieben sie im Vorfeld an Erzbischof Garcia, welcher antwortete, dass ihm das gleichgültig sei. Er werde Bischof Atallah keinesfalls anerkennen, auch dann nicht, wenn er vom Papst gesandt sei, da er ohne Erlaubnis des Königs von Portugal komme. Wie später, beim sogenannten Goanesischen Schisma, handelte es sich teils auch hier schon um politische Machtkämpfe, die in den kirchlichen Bereich hineinspielten. Eine große Deputation der Thomaschristen, an der Spitze Erzdiakon Thomas, zog schließlich nach Fort Cochin, um eine Unterredung mit Bischof Atallah zu fordern. Erzbischof Garcia, selbst Jesuit und seine aus dem gleichen Orden stammenden Berater, lehnten es ab, Bischof Atallah in die Stadt kommen zu lassen, da sie einen Aufstand fürchteten und der Meinung waren, der Erzdiakon wolle den Bischof auch anerkennen, wenn er nicht päpstlich legitimiert sei. Die Verhandlungen würden sicher in der Liturgiesprache syrisch geführt, die sowohl sie als auch die meisten Thomaschristen nicht ausreichend verstünden und das Prozedere lasse somit Raum für Betrügereien seitens der beiden Hauptakteure.
Obwohl sich auch mehrere lateinische Priester und die Königin von Cochin für den Empfang Atallahs und die Untersuchung seiner Legitimation aussprachen, blieb der Erzbischof bei seiner Ablehnung. Atallah durfte das Schiff, das weit draußen ankerte, nicht verlassen, und niemand konnte ihn sprechen.
Als die Flotte schließlich in Richtung Goa auslief, kam es zur Empörung der Thomaschristen. Sie nannten Erzbischof Garcia einen „Schismatiker“, da er die Installation eines vom Papst eingesetzten Bischofs verhindere, und zogen am 3. Januar 1653 in einer Demonstration vor die Marienkirche von Cochin-Matancherry (Altstadt bzw. Hafenviertel von Cochin), wo sie ein Tau um den Sockel des vor der Kirche stehenden Kreuzes banden, sich gemeinsam daran festhielten und feierlich schworen, sich Erzbischof Garcia und den Jesuiten (sie nannten sie „Paulisten“, nach ihrem Hauptkloster St. Paul in Velha Goa) nie mehr zu unterwerfen, den Erzdiakon Thomas als legitimen Führer ihrer Gruppe anzuerkennen und jeden als aus ihrer Kaste ausgeschieden zu betrachten, der sich ihnen nicht anschließe. Ausdrücklich vermied man dabei den Bruch mit der katholischen Kirche. Vielmehr glaubten die meisten Beteiligten – unter ihnen in führender Position auch der später von Rom eingesetzte Bischof Alexander de Campo – den päpstlichen Willen gegen einen ungehorsamen Jesuitenbischof zu verteidigen, den sie als Schismatiker ansahen.

## Die Folgen

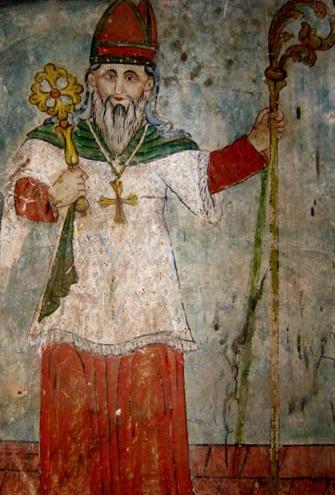
Erzdiakon Thomas Parambil (später „Mar Thoma I.“), einer der Hauptakteure beim „Schwur vom Schiefen Kreuz“

Erzbischof Garcia und seine portugiesischen Hintermänner in Goa blieben unnachgiebig, ebenso wie die Thomaschristen. Europa war weit und es dauerte Monate bzw. Jahre, bis die Sache in Rom überhaupt bekannt wurde. So driftete die Angelegenheit in ein Schisma, das schließlich zur Spaltung der indischen Thomaschristen in eine autokephale und eine katholische Gruppe führte, welche bis heute andauert. Die Thomaschristen trafen sich am 22. Mai 1653 erneut in Edapally. Dort legten zwölf gewöhnliche Priester dem Erzdiakon Thomas Parambil (auch Thomas de Campo) in einer Notzeremonie die Hände auf und betrachteten ihn von nun an unter dem Namen „Mar Thoma I.“ als Metropoliten von Indien. Er selbst versprach, die Bischofsweihe nachzuholen, was angeblich über zehn Jahre später, 1665 geschah, wobei heute bezweifelt wird, ob es überhaupt dazu kam. Aufgrund der „Handauflegung“ und Ausrufung von Erzdiakon Thomas zum „Metropoliten von Indien“, sprach Erzbischof Garcia die Exkommunikation über ihn und seine Gruppe aus. Als sich der endgültige Bruch mit der katholischen Kirche abzeichnete, verlor die Protestgruppe viele Anhänger.
1657 erschien in Kerala der speziell zur Eindämmung des Schismas vom Papst entsandte Karmelit Joseph of S. Maria de Sebastiani OCD. Unter Mithilfe der beiden einheimischen Priester Chandy Parambil (= später Bischof Alexander de Campo) und Alexander Kadavil gelang es ihm, den überwiegenden Teil der Thomaschristen wieder unter die Obrigkeit von Erzbischof Francis Garcia zu bringen. Dieser starb 1659 und Pater Joseph of S. Maria de Sebastiani, OCD wurde 1661 sein Nachfolger; allerdings nur als Titularerzbischof und Administrator des Erzbistums Angamaly, das nun in Kodungallur ansässig war. Von Papst Alexander VII. hatte er die Erlaubnis erhalten nötigenfalls zwei indische Thomaschristen zu Bischöfen zu weihen und zu Apostolischen Vikaren zu bestellen. Schon 1663 musste Erzbischof Sebastiani sein Bistum verlassen, da die Holländer die Portugiesen an der Malabarküste besiegt hatten und ihn auswiesen. Um die ihm unterstellten Thomaschristen nicht ohne legitime Obrigkeit zu lassen, weihte er am 31. Januar 1663, kurz vor seinem erzwungenen Weggang, Chandy Parambil (Alexander de Campo) in Kaduthuruthy zum Titularbischof von „Megara“ und bestellte ihn zum Apostolischen Vikar von Malabar. Damit war die katholische Gruppe konsolidiert und es wuchs daraus die heutige syro-malabarische Kirche, ein orientalischer Zweig der katholischen Kirche mit ostsyrischem Liturgieritus.
Die kleinere autokephale Gruppe wurde zunächst zur malankarischen syrisch-orthodoxen Kirche (in Kerala auch „Jakobiten“ genannt), die aber ihren angestammten ostsyrischen Ritus der Thomaschristen aufgeben musste, da sie zur Weiheerteilung nur westsyrische Bischöfe aus dem orthodoxen Patriarchat von Antiochien fand. Von ihnen übernahmen die autokephalen Thomaschristen Indiens zwangsweise den west-syrischen Ritus. Die Gruppe spaltete sich inzwischen in mehrere konkurrierende Gemeinschaften auf, wobei es öfter Bestrebungen gab, wieder in Einheit mit Rom zu treten. Erst 1930 kehrte ein Teil von ihnen, unter Beibehaltung des nach dem „Schwur vom Schiefen Kreuz“ angenommenen westsyrischen Ritus, in die katholische Kirche zurück, die jetzige syro-malankarische Kirche, mit rund einer halben Million Mitgliedern.

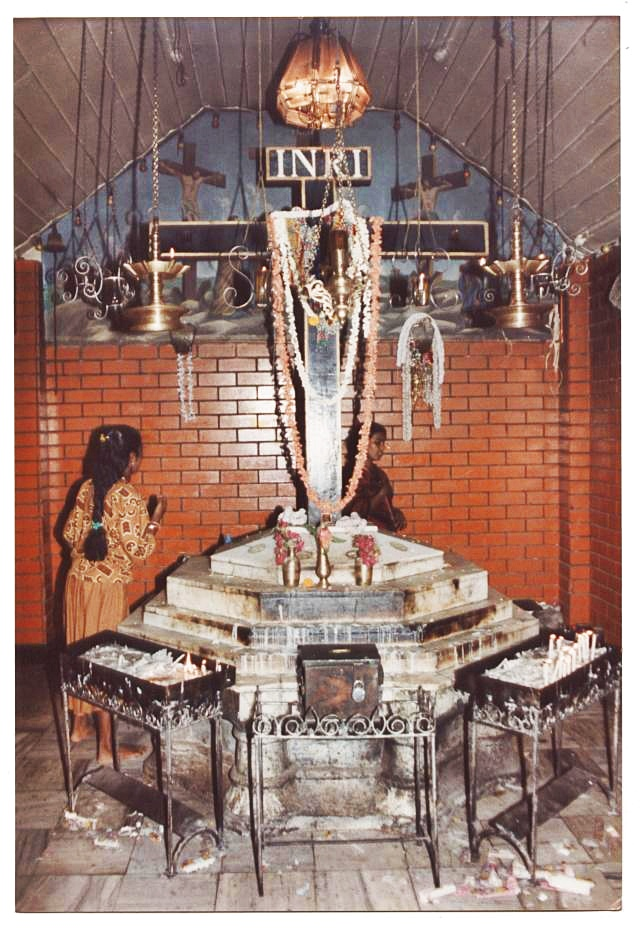
Das Coonan Cross, Cochin-Matancherry, 1995

## Das Coonan Cross als Monument
Beim „Coonan Cross“ handelte es sich um ein altes Steinkreuz vor einer Kirche, wie sie bei den Thomaschristen traditionell üblich sind. Offenbar war es schief geworden, da man es unter dem Namen „Coonan Cross“, oder „Schiefes Kreuz“ kannte. Heute steht nur noch der gewaltige Granitsockel, um den beim „Coonan Cross Oath“ das Seil gebunden gewesen sein soll. Das steinerne Oberteil ist inzwischen ersetzt durch ein Holzkreuz, wohl weil es eben schief und dadurch möglicherweise instabil geworden war. Über dem Kreuz wurde später zum Schutz eine Kapelle errichtet. Für die autokephalen Thomaschristen ist es eine Pilgerstätte; unabhängig davon gehört es zu den historischen Monumenten der Altstadt von Cochin und wird deshalb auch gerne von Touristen aufgesucht.